# ان‌جی‌سی ۱۵۵۳
ان‌جی‌سی ۱۵۵۳ یک کهکشان عدسی در صورت فلکی ماهی زرین است. این کهکشان به وسیله جان هرشل منجم بریتانیایی در سال ۱۸۳۴ میلادی کشف گردید.